# Anisodes balia
Anisodes balia là một loài bướm đêm trong họ Geometridae.